# Avenged Sevenfold (album)
Az Avenged Sevenfold egy 2007. október 30-án megjelent Avenged Sevenfold-album. Ez a zenekar negyedik stúdióalbuma. A Warner Bros. és a Hopeless Records adta ki az albumot.
Nagyon sokszor hallható James Owen Sullivan éneklése, például A Little Piece of Heavennél is vagy az Afterlife-on is hallható The Rev hangja. Az album leghosszabb száma a Little Piece of Heaven, amely nyolc perces.

## Dalok
- 1. Critical Acclaim
- 2. Almost Easy
- 3. Scream
- 4. Afterlife
- 5. Gunslinger
- 6. Unbound (The Wild Ride)
- 7. Brompton Cocktail
- 8. Lost
- 9. A Little Piece of Heaven
- 10. Dear God

## Közreműködők
- M. Shadows: ének
- The Rev: dob, háttérvokál
- Synyster Gates: gitár, vokál
- Zacky Vengeance: ritmusgitár, háttérvokál
- Johnny Christ: basszusgitár